# Augustin Caraban
Augustin Caraban (n. 28 aprilie 1878, Comuna Vințu de Jos, Alba, d. 18 mai 1961) a fost deputat supleant al cercului electoral Vințul de Jos, la Adunarea Națională de la Alba Iulia din 1 decembrie 1918.

## Biografie
- Ioachim Crăciun, Documente la un sfert de veac de la Marea Unire, vol. I, Editura Academiei Române ISBN:973-271264-3
- Gelu Neamțu, Mircea Vaida-Voievod, 1 decembrie 1918. Mărturii ale participanților, 2005